# Geneston
Geneston är en kommun i departementet Loire-Atlantique i regionen Pays de la Loire i nordvästra Frankrike. Kommunen ligger i kantonen Aigrefeuille-sur-Maine som tillhör arrondissementet Nantes. År 2022 hade Geneston 3 691 invånare.

## Befolkningsutveckling
Antalet invånare i kommunen Geneston
| Referens: INSEE |